# Wolf Creek (film)
Wolf Creek – australijski horror z 2005 roku w reżyserii Grega McLeana, w Polsce znany także pod pełnym tytułem Wolf Creek − walka o życie z psychopatycznym mordercą. W 2013 roku wydano sequel filmu.

## Fabuła
Grupa przyjaciół postanawia wybrać się w podróż po pustych australijskich drogach. W pewnym momencie ich auto odmawia posłuszeństwa w okolicy o nazwie "Wolf Creek". Bezsilni i zmartwieni sytuacją, cieszą się na widok nieznajomego oferującego pomoc. Ich koszmar rozpoczyna się, gdy mężczyzna ujawnia swą prawdziwą naturę.

## Obsada
Źródło: Filmweb
- John Jarratt - Mick Taylor
- Nathan Phillips - Ben Mitchell
- Kestie Morassi - Kristy Earl
- Cassandra Magrath - Liz Hunter
- Gordon Poole - Bileter
- Andy McPhee - Bazza

i inni.

## Wybrane nominacje

### Saturny
- 2006: Najlepszy horror[2]

### Sundance
- 2005: Główna Nagroda Jury — Udział w konkursie na najlepszy dramat zagraniczny Greg McLean[2]

### AACTA
2005:
- AFI / AACTA (od 2012 roku) - Najlepszy reżyser Greg McLean[2]
- AFI / AACTA (od 2012 roku) - Najlepsza aktorka drugoplanowa Kestie Morassi[2]
- AFI / AACTA (od 2012 roku) - Najlepsza muzyka oryginalna Frank Tetaz[2]
- AFI / AACTA (od 2012 roku) - Najlepsze zdjęcia Will Gibson[2]